# Efeutute
Die Goldene Efeutute (Epipremnum aureum), oft auch nur Efeutute genannt, ist eine Pflanzenart aus der Familie der Aronstabgewächse (Araceae). Kulturformen der Art sind populäre Zimmerpflanzen.

## Namensgebung
Die Efeutute wurde 1880 von Linden & André erstmals als Pothos aureum beschrieben.
Epipremnum unterscheidet sich von der genetisch nah verwandten Art Scindapsus pictus dadurch, dass Scindapsus-Arten jeweils nur einen Fruchtknoten in ihrer Samenanlage haben, während Epipremnum-Arten mehrere davon besitzen. In der Zierpflanzenliteratur werden die Bezeichnungen Pothos aureus, Epipremnum pinnatum, Rhaphidophora aurea und Scindapsus aureus jedoch auch häufig synonym verwandt. Epipremnum pinnatum wird heute jedoch wieder als eigenständige Art betrachtet.

## Beschreibung

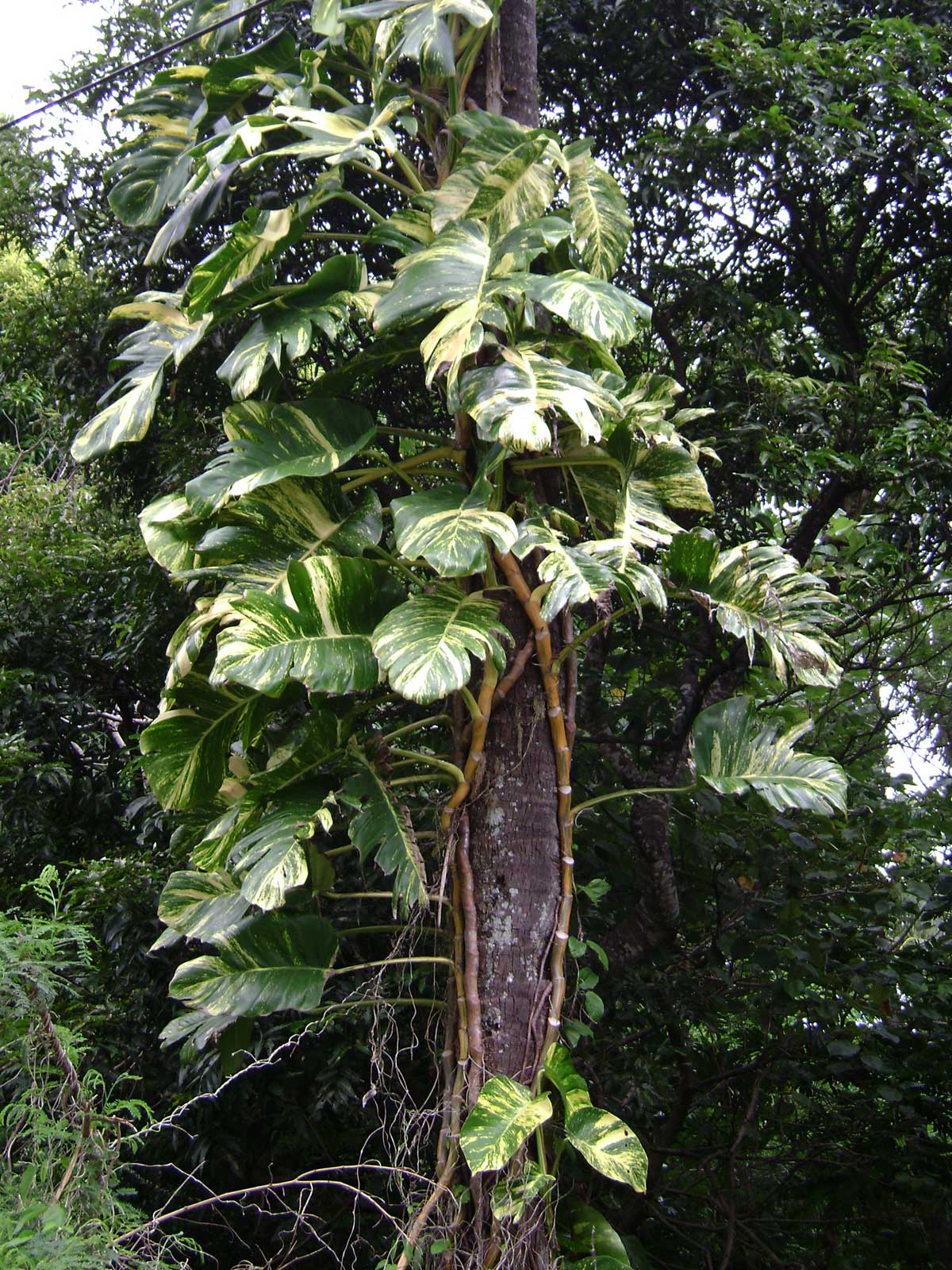
Efeutute (Epipremnum aureum), verwildert an einem Baumstamm kletternd; je älter die Pflanzen werden, desto größer werden die Blätter

Die Goldene Efeutute ist eine Kletterpflanze, die mittels Luftwurzeln bis in Höhen um 20 Meter an Bäumen oder anderen Stützen emporwächst und dabei bis zu 4 cm dicke Sprossachsen entwickelt. Diese ausdauernde krautige Pflanze ist immergrün. Die wechselständigen Laubblätter sind gestielt und haben eine herzförmige Blattspreite, vollkommen bei Jungpflanzen, bei älteren Pflanzen jedoch unregelmäßig geteilt, bis zu 100 cm lang und 45 cm breit (junge Blätter viel kleiner, typischerweise weniger als 20 cm lang).
Die Blüten werden an einem bis zu 23 cm langen Kolben (Spadix) mit Spatha gebildet (sie blühen aber selten).

## Verbreitung
Ursprünglich kommt die Goldene Efeutute nur auf der Insel Moorea von den Gesellschaftsinseln vor. Sie kommt aber inzwischen in vielen tropischen Ländern verwildert vor. Als Verbreitungsgebiete werden angegeben: Bangladesch, Indien (Andamanen), Myanmar, Thailand, Vietnam, Volksrepublik China (Hainan, Hongkong), Taiwan, Japan (Ryūkyū-Inseln, Ogasawara-Inseln, Bonin-Inseln), Malaysia (die Halbinsel, Sabah und Sarawak), Singapur, Indonesien (Java, Maluku, Nusa Tenggara, Sulawesi, Sumatra), Philippinen, Salomonen, Vanuatu, Neukaledonien, Neuguinea, Australien (Queensland), Marshallinseln, Palau, Fidschi, Tonga, Cookinseln, Samoa.

## Verwendung
Die Goldene Efeutute ist eine beliebte Zimmerpflanze, von der einige Sorten mit zusätzlich weißer, gelber oder hellgrüner Blattfärbung (Variegation) existieren. In privaten und öffentlichen Gebäuden wird sie aufgrund ihrer geringen Pflegeansprüche und des attraktiven Laubs oft als Zierpflanze eingesetzt. In tropischen Ländern ist sie in vielen Parks und Gärten zu finden und neigt dort zum Verwildern.
Als Zimmerpflanze kann die Efeutute horizontal oder vertikal wachsen. Die Pflanze gedeiht im Zimmer auch an sehr schattigen Orten, an denen viele andere Zimmerpflanzen wegen Lichtmangels eingehen. Die Efeutute wird meist vegetativ durch Kopf- oder Stammstecklinge oder über Absenker vermehrt.
Die Pflanze kann geringe Mengen an Xylolen, Benzol, Formaldehyd, Trichlorethen, und Toluol eliminieren. Diese luftreinigende Wirkung ist jedoch, in Gegensatz zu Behauptungen im Rahmen von Werbung, nicht relevant für die normale Wohnumgebung.

### Verwendung in der Aquaristik
Die Efeutute wird ähnlich wie Fensterblätter/Monstera oder Glücksbambus/Lucky Bamboo Dracaena braunii als emerse Pflanze außerhalb des Beckens eingesetzt, deren horizontal und vertikal wachsende Wasserwurzeln als Starkzehrer dem Aquarienwasser überschüssige Phosphate und Nitrate entziehen, die Algenbildung hemmen und die Wasserqualität somit entscheidend verbessern. Ein weiterer positiver Nebeneffekt ist, dass geschlüpfte Fischbrut und Jungfische in dem dichten Wurzelwerk Nahrung, Schutz und Unterschlupf finden.

## Toxizität
E. aureum ist giftig für Katzen und Hunde und es sollte darauf geachtet werden, dass Haustiere keine Pflanzenteile konsumieren.
Mögliche Symptome können Reizungen im Mundraum, Erbrechen und Schluckbeschwerden beinhalten.
E. aureum ist für den Menschen leicht giftig. Mögliche Folgen des Verzehrs von E. aureum sind atopische Dermatitis (Ekzem) sowie Brennen und/oder Schwellung der Region innerhalb und außerhalb des Mundes.
Übermäßiger Kontakt mit der Pflanze an empfindlichen Hautregionen kann zu leichten Hautreizungen führen.

## Pflege als Zimmerpflanze
Die Efeutute steht am besten an einem halbschattigen Ort. Dabei sollte direktes Sonnenlicht und Zugluft vermieden werden. Bei Temperaturen von 20 Grad Celsius fühlt sich die Pflanze am wohlsten. Die Efeutute ist nicht winterfest, die Temperaturen sollten im Winter nicht unter 16 Grad sinken. Sorten mit Variegation brauchen mehr Licht als dunkle einfarbige Sorten. Das Badezimmer eignet sich gut als Standort, da die Pflanze eine hohe Luftfeuchtigkeit bevorzugt. Die Luftfeuchtigkeit im Raum sollte möglichst 50–60 % betragen, da sich die tropische Pflanze so am besten entwickelt.
Wichtig ist, dass die Erde der Efeutute immer feucht, aber nicht nass gehalten wird. Ein heller Standort begünstigt das Pflanzenwachstum. Wenn die Efeutute zu groß wird, sollte sie umgetopft werden, damit die Nährstoffzufuhr weiterhin gewährleistet ist. Wichtig ist es zudem, die Pflanze regelmäßig zu düngen. Dies sollte möglichst einmal im Monat erfolgen.